# Мамаев, Сергей Павлинович
Серге́й Павли́нович Мама́ев (род. 4 февраля 1958 года, Большая Курба Советского района Кировской области) — российский политический деятель, депутат Государственной Думы ФС РФ (с 2011 по 2016 год), член ЦК КПРФ, первый секретарь Кировского обкома КПРФ, депутат Законодательного Собрания Кировской области (c 2016 года).

## Биография
Сергей Павлинович Мамаев родился 4 февраля 1958 года в деревне Большая Курба Советского района Кировской области. Отец — Павлин Иванович Мамаев — конюх, мать — Нина Васильевна Мамаева — колхозница.
В 1976 году окончил среднюю школу в селе Кичма Советского района Кировской области.
В 1977—1978 годах — служба в Советской Армии (ограниченный контингент Советских войск в Германии) войсковая разведка.
В 1981—1983 годах — газета «Ленинское знамя» (г. Советск), корреспондент.
В 1981 году окончил Советское педагогическое училище им. 50-летия ВЛКСМ Кировской области, специальность «Учитель физической культуры».
В 1983 году — районный исполнительный комитет, инструктор (г. Советск).
В 1983—2001 годах — ССТУ-9, руководитель физического воспитания (г. Советск).
В 1987 году вступил в Коммунистическую партию Советского Союза.
В 1989 году заочно окончил Кировский государственный педагогический институт им. В. И. Ленина, специальность «Физическое воспитание».
С июля 1996 года возглавляет районное отделение Народно-патриотического союза России создаёт и активно работает в межрайонной общественной приёмной депутата Государственной Думы Федерального Собрания РФ, первого секретаря обкома КПРФ Владимира Казаковцева.
В 1999 году был избран первым секретарём Советского райкома КПРФ.
С апреля 2001 года по март 2006 года — глава администрации Советского района Кировской области.
В 2002 году окончил Московскую академию государственного и муниципального управления РАГС при Президенте Российской Федерации, специальность «Государственное и муниципальное управление».
В сентябре 2006 года избран первым секретарём Кировского обкома КПРФ. Дважды (в 2008 и 2010 годах) переизбирался на эту должность и занимает её по настоящее время.
В 2007—2011 годы — помощник депутата Государственной Думы ФС РФ Валентина Купцова.
С 2008 года — член ЦК КПРФ.
В 2008 году стал депутатом Законодательного Собрания Кировской области четвёртого созыва, избран руководителем фракции КПРФ.
На выборах в Законодательное Собрание пятого созыва возглавил список кандидатов, выдвинутых от КПРФ. В новом созыве был избран заместителем Председателя Законодательного Собрания Кировской области.
С июня по декабрь 2011 года — заместитель председателя Законодательного Собрания Кировской области.
4 декабря 2011 года избран депутатом Государственной Думы Федерального Собрания Российской Федерации шестого созыва. Член комитета ГД по региональной политике и проблемам Севера и Дальнего Востока.
18 сентября 2016 года избран депутатом Законодательного Собрания Кировской области. Руководитель фракции КПРФ. Член комитета по бюджету, налогам, иным доходным источникам и контролю за эффективным использованием бюджетных средств. Член комитета по аграрным вопросам и развитию сельских территорий, переработке сельхозпродукции, предпринимательству и торговле.
С 2017 года по настоящее время работает помощником разных депутатов Государственной Думы Федерального Собрания Российской Федерации, от фракции КПРФ.
19 сентября 2021 года избран депутатом Законодательного Собрания Кировской области. Прошёл в составе общерегионального списка. Партия набрала 17,75 % голосов, улучшив результат на 2,95 %.
Руководитель фракции КПРФ, член комитета по бюджету и комитета по аграрной политике и предпринимательству.
Мастер спорта по боксу.
Женат, имеет двух дочерей.

## Участие в выборных кампаниях
В сентябре 2014 года принял участие в выборах губернатора Кировской области, занял второе место, набрав 63 931 голос, что составило 15,99 % голосов, уступив Никите Белых.
В сентябре 2015 года принял участие в выборах главы Республики Марий Эл, набрав 83 591 голос, что составило 32,31 % общего числа избирательских голосов, уступив первое место Леониду Маркелову.
В сентябре 2016 года принял участие в выборах в Государственную Думу Федерального Собрания Российской Федерации седьмого созыва по 106 избирательному округу, набрав 30 529 голосов, что составило 12,93 % общего числа избирательских голосов.
В сентябре 2017 года принял участие в выборах губернатора Кировской области, с результатом 62 132 голосов, что составляет 18,99 %, занял второе место, уступив Игорю Васильеву.
В сентябре 2022 года принял участие в выборах в депутатов Государственной Думы Федерального Собрания Российской Федерации восьмого созыва по 106 избирательному округу, набрав 36 608 голосов, что составило 15,46 % от числа проголосовавших избирателей.

## Антикоррупционная деятельность
После запросов в правоохранительные органы и издания книг о коррупции в Республике Марий Эл и Кировской области сначала 24 июня 2016 года был задержан Губернатор Кировской области Никита Белых, а 13 апреля 2017 года задержан Глава Республики Марий Эл Леонид Маркелов.
В аналитических изданиях, выступлениях, запросах, часто критикует региональную власть за коррупцию.
На сегодняшний день, в списке арестованных и получивших реальные тюремные сроки за коррупцию, критикуемые им ранее, такие видные руководители Кировской области как: Владимир Быков, Андрей Плитко, Илья Шульгин и другие.

## Награды
- Знак «Отличник профессионального образования РФ» (1990 г.)[1].
- Орден ЦК КПРФ «Партийная доблесть», многие медали ЦК КПРФ.